# 斯通县 (阿肯色州)
斯通县（英語：Stone County）是位于美国阿肯色州北部的一个县，面积1,578平方公里，县治芒廷维尤。根据2000年美国人口普查，共有人口11,499。
斯通县成立于1873年4月21日，县名源自当地的地形。